# Elisa Beuger
Elisa Beuger (Rotterdam, 22 oktober 1979) is een Nederlandse actrice.
Beuger studeerde aan de Toneelacademie Maastricht, richting Docent/Regie. Na haar afstuderen in 2002 volgde ze nog drie maanden acteerlessen aan het Lee Strasberg Theatre and Film Institute in New York. 
De jaren die erop volgden speelde ze bij verschillende theatergezelschappen, waaronder meerdere voorstellingen bij de Paardenkathedraal in Utrecht (onder regie van Dirk Tanghe en Paula Bangels), Het Syndicaat, De Theatercompagnie en Hoge Fronten.
Ze speelt in vele Nederlandse dramaseries waaronder de comedyserie Lieve Liza (2013), Freddy Heineken (2013), Brussel (2017), de thrillerserie Morten (2019) en in de jeugdserie De regels van Floor (Cinekid Award 2018).
Elisa was van 2006 tot 2014 dagelijks te zien in de sketches Ons kent ons van Man Bijt Hond.
Ze speelde o.a. in de films Wild Romance (2006) van Jean van de Velde en in de kortfilm De Maan is Kapot (Gouden Kalf 2010) van Arno Dierickx.
Elisa woont in Amsterdam met haar twee zoons.

## Filmografie

### Televisie
- 2025: De Vuurwerkramp - José Veldema
- 2024: De Tatta's: De Serie - Laura van Kampen
- 2024: Tropenjaren - Moeder van Storm (1 aflevering)
- 2024: Medisch Centrum West - Sabine Wentink (1 aflevering)
- 2024: BODEM - Kitty (1 aflevering)
- 2023: All Stars en Zonen - Prinses (1 aflevering)
- 2021: De K van Karlijn - Ex Bernd (1 aflevering)
- 2020: Papadag - Dafne
- 2019: DNA - Sonja van Gennep (1 aflevering)
- 2019: Morten - Esther de Goede (8 afleveringen)
- 2018: Zomer in Zeeland - Rosanne Tess (1 aflevering)
- 2018-2022: De regels van Floor - Irma van Vliet
- 2017-2020: Mees Kees - Moeder Tobias (4 afleveringen)
- 2017: Zenith - vrouw auto showroom (7 afleveringen)
- 2017: De mannen van dokter Anne - Mirjam de Kuyper (2 afleveringen)
- 2017: Brussel - Laura de Vries (3 afleveringen)
- 2016: Dokter Tinus - Erika Hazenbroek (1 aflevering)
- 2014: Divorce - Simone (7 afleveringen)
- 2014: Heer & Meester - Bernadette Heemskerk (1 aflevering)
- 2013-2015: Man bijt hond  - Ons kent ons-sketches
- 2013: Freddy, leven in de brouwerij - Marie-Anne (4 afleveringen)
- 2012-2013: Lieve Liza - Suus (10 afleveringen)
- 2012: Iedereen Is Gek Op Jack - Mede flatbewoner van Marco (1 aflevering)
- 2012: Bloedverwanten - Wendy (1 aflevering)
- 2012: Moordvrouw - Abke (1 aflevering)
- 2012: Beatrix, Oranje onder vuur - Emily (1 aflevering)
- 2011-2013: Overspel - Mariel (13 afleveringen)
- 2011: A'dam - E.V.A. - Actrice 'DND' (1 aflevering)
- 2010: Verborgen gebreken - Ankie (1 aflevering)
- 2009: Flikken Maastricht - Kirsten Lammers (1 aflevering)
- 2009: De co-assistent - Astrid (1 aflevering)
- 2009: Vuurzee - Erica (1 aflevering)
- 2008: Keyzer & de Boer advocaten - Zoey Willemsen (1 aflevering)
- 2008: Koning van de Maas - Sonja (13 afleveringen)
- 2006: Shouf Shouf! - Chantal (1 aflevering)
- 2006: Lotte - Karina Larson (1 aflevering)
- 2005: Gooische Vrouwen - Wendy (6 afleveringen)
- 2005: Lieve lust - Wouters's girl (1 aflevering)
- 2005: Parels & Zwijnen - Rosita (1 aflevering)
- 2005: Enneagram - Suzan (2 afleveringen)

### Films
- 2022: Foodies - Louise
- 2020: Alles is zoals het zou moeten zijn - Bemoeiende moeder
- 2019: Mees Kees in de wolken - Moeder Tobias
- 2019: A Certain Kind of Silence - Dame van het Agentschap
- 2016: Mees Kees langs de lijn - Moeder Tobias
- 2015: Bloed, zweet & tranen - Leny Griek
- 2015: Groenland - Ilse
- 2015: Dames 4 - Welmoed
- 2012: Nick - Moni
- 2010: De maan is kapot - Moeder
- 2007: Moordwijven - Handtasverkoopster
- 2006: Wild Romance - Dorien
- 2005: Gadjé - Suzan